# 左右田秋雄
左右田 秋雄（そうだ あきお、1909年4月10日 - 没年不明）は、日本のフィールドホッケー選手。名前の表記については秋男とするものもある。
中国大連市生まれ。郷里は愛知県岡崎市。
早稲田大学在学中の1932年にロサンゼルスオリンピックに代表選出され、出場した3チーム中2位で銀メダルを獲得した。
バックとして2試合に出場した。
1988年時点で愛知県アイスホッケー連盟副会長などを務める。2012年時点で故人。

## 参照
- Akio Sohda's profile at DatabaseOlympics.com
- Akio Sohda's profile at Olympics at Sports-Reference.com